# Білоусівка (Лубенський район)
Білоу́сівка — село в Україні, у Чорнухинській селищній громаді Лубенського району Полтавської області.
Населення становить 452 осіб. До 2018 орган місцевого самоврядування — Білоусівська сільська рада.

## Географія
Село Білоусівка знаходиться на березі річки Лохвиця, вище за течією на відстані 2,5 км розташоване село Суха Лохвиця, нижче за течією на відстані 2,5 км розташоване село Голотівщина. Річка в цьому місці пересихає, на ній зроблено кілька загат.

## Історія
Заснована на поч. 17 ст.
В селі здавна було багато вітряних млинів, по одній з версій від мірошників з білими від борошна вусами і походить назва села... 
Білоусівку відвідував Тарас Шевченко, який присвятив місцевій поміщиці Петровській свою поему «Тополя».
В 1859 р. населення села становило 1360 чол. В 1900 р. — 1758. Найбільшим поміщиком в селі був Андерсон (прийомний син Бебіля).
Георгіївська церква. Перша згадка про церкву у Білоусівці датована 1758 роком. Клірова книга за 1902 рік згадує про побудову у 1774 році нової Георгіївської церкви. Однак існує версія про будівництво храму у 1803 році.  Нарешті, у 1847 році, за підтримки поміщиків Петровських, які мали маєток у Білоусівці, будується третій за рахунком Георгіївський храм. Він був дерев'яним, на мурованому цоколі, з прибудованою дзвіницею. Імовірно, його архітектура була виконана в стилі провінційного класицизму. На початку XX ст. при храмі діяли школа грамоти та однокласна змішана церковно-парафіяльна школа. Парафія володіла 33 десятинами ружної землі. Зі священиків відомі: Олексій Денисович Клепачевський (1895, 1902), Іоанн Симеонович Білецький (1912), Петро Сергійович Моцний (1951—1952), Іван Макарович Севастьяненко (1954). Кількість парафіян на 1912 рік складала — привілейованого стану 13, міщан — 100, козаків — 1287, селян — 1226. Разом — 1325 осіб. У 1935 році церкву зачинено «за браком службовців культу». У 1936 році храм перебудували у сільський клуб («колбуд»). Під час німецької окупації, в 1942 році богослужіння відновлені, віднайдені іконостас, вівтар та інше церковне начиння. Остаточно церква ліквідована після 1954 року.
Під час подій 1905—1907 рр. в селі відбувалися селянські виступи, які були придушені козацькими частинами. 2 організаторів виступів (Г.Квітницького та К. Завгороднього було страчено).
У 1910 р. населення становило 1661 чол. В селі діяло 25 вітряків, 2 кузні, олійниця, цегельня, 2 лавки, паровий млин із просорушкою.
У квітні 1919 р. в Білоусівці було створено артіль «Червона Зірка». На 1926 р. населення становило 1970 чол.
17 вересня 1941 року Білоусівку було окуповано німцями. 17-го ж вересня 1943 р. звільнено частинами 309 стрілецької дивізії Воронезького фронту.
На 1 січня 1997 року населення села становило 469 чол.

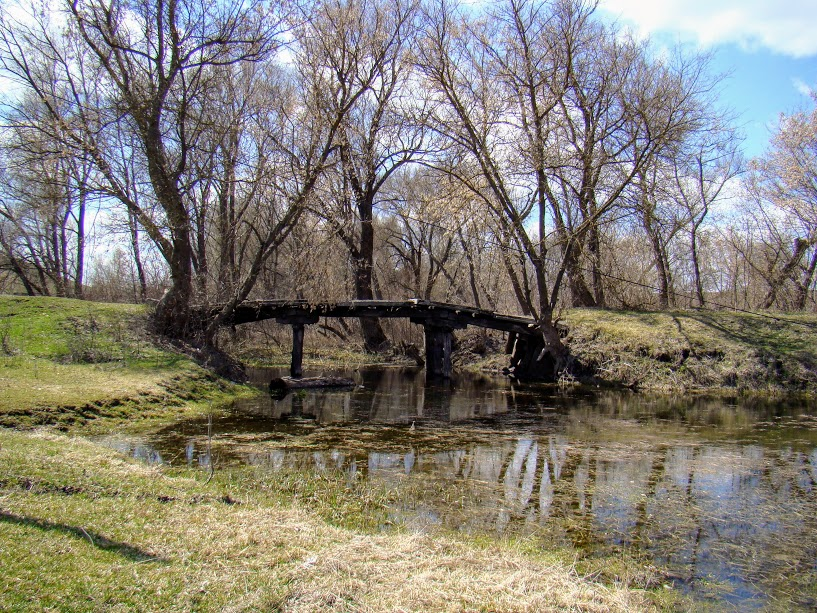
Місток через річку Суха Лохвиця в селі Білоусівка Чорнухинського району Полтавської області

## Об'єкти соціальної сфери
- Школа I—II ст.

## Відомі люди
- Мележик Василь — Герой Радянського Союзу.
- Шаховський А. — літературознавець.
- Оникій Богун — український військовий, громадсько-політичний діяч, адміністративний старшина Армії УНР.
- Іван Богун — український військовий Армії УНР.
- Олексій Бакуменко - поет і художник, автор використання Виговського розпису у костюмі брестської матрьошки.
- Баглай Пантелеймон Коленикович  — учасник Першої світової війнилейб-рядовий лейб-гвардии 3-й стрелковый полк.
- Баглай Феоктист Каленикович  — учасник Першої світової війни рядовой 5-й Заамурский пограничный конный полк, 33-й армейский корпус, 9-я Армія.
- Ярина Андрій (1889 - 1967м. Бредфорд)  сотник, командир телеграфної сотні Штабу Дієвої армії УНР. У 1932 році закінчив Українську господарську академію в Подєбрадиах з титулом інженера. В 1938 році голосився до "Карпатської Січі" і приймав живу участь в будові Самостійної Карпатської України.